# جيرالد دبليو. بيج
جيرالد دبليو. بيج (بالإنجليزية: Gerald W. Page)‏ (12 أغسطس 1939، تشاتانوغا في الولايات المتحدة)؛ روائي أمريكي.